# 1745 en philosophie
Chronologie de la philosophie
- 1741
- 1742
- 1743
- 1744
- 1745
- 1746
- 1747
- 1748
- 1749

L’année 1745 a été marquée, en philosophie, par les événements suivants :

## Publications
- Emanuel Swedenborg :
  - Regnum Animale (1744-1745). Trad. an. : The Animal Kingdom, Londres, West Newbery, 1843. Le concept de correspondances comme principe général pour regarder le monde physique comme un simple symbole du monde spirituel..
  - De Cultu et Amore Dei (Londres, 1745). Trad. an. (1914) : The Worship and Love of God, Swedenborg Society, 1997.